# Tougues
Tougues is een plaats (freguesia) in de Portugese gemeente Vila do Conde en telt 788 inwoners (2001).